# Molnija-Orbit

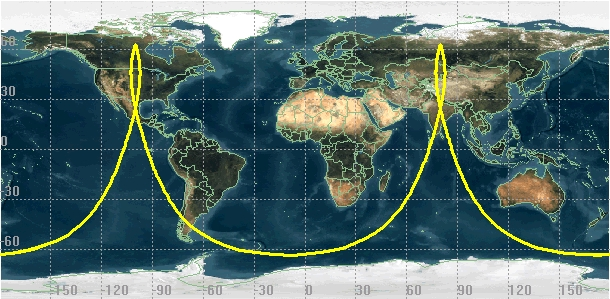
Bodenspur eines Molnija-Satelliten

Ein Molnija-Orbit ist ein hochelliptischer Orbit mit einer Inklination von 63,4° und einer Periode von genau einem halben Sterntag. Molnija-Orbits sind nach der Baureihe der sowjetischen Molnija-Kommunikationssatelliten (nach russisch Молния: „Blitz“) benannt, die diese Art Umlaufbahn seit Mitte der 1960er Jahre nutzen.
Ein in einen Molnija-Orbit gesetzter Satellit verbleibt im Apogäum für rund acht Stunden weitgehend stationär über einem bestimmten Gebiet der Erde.

## Entwicklung und Eigenschaften

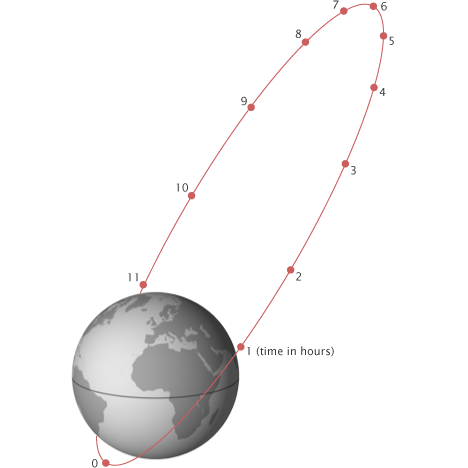
Molnija-Orbit mit Stundenmarkierungen

Der Großteil des Gebietes der ehemaligen UdSSR und insbesondere Russlands liegt in recht hohen nördlichen Breiten. Diese Gebiete können von geostationären, also über dem Äquator stehenden (Inklination {\displaystyle i} = 0°), Satelliten aufgrund des ungünstig flachen Einstrahlwinkels nur unzureichend abgedeckt werden.
Der andere Extremfall, ein Satellit mit polarer Umlaufbahn (Inklination {\displaystyle i} = 90°) erleichtert zwar den Kontakt zum Satelliten in solchen Gebieten, da er sich senkrecht darüber hinwegbewegt, ist für Kommunikationszwecke jedoch ungeeignet, da er den Satelliten nur für kurze Zeit über dem Nutzungsgebiet erscheinen lässt. Für eine durchgehende Abdeckung ist deshalb der Einsatz einer großen Zahl solcher Satelliten notwendig.
Die Lösung der Aufgabe, eine möglichst geringe Zahl von Satelliten möglichst hoch über dem Nutzungsgebiet zur Verfügung zu stellen, liegt in einer stark elliptischen Umlaufbahn und einer Inklination zwischen {\displaystyle i} = 0° und {\displaystyle i} = 90°. Durch die Abgeflachtheit der Erde wird bei Satelliten in der Regel eine Apsidendrehung verursacht, die das Argument der Periapsis und damit die Lage des Apogäums verschieben und durch Lagekorrekturen ausgeglichen werden müssen. Das wird beim Molnija-Orbit durch die Wahl einer Inklination von {\displaystyle i} = 63,4° („kritischer Winkel der Inklination“) vermieden, bei der sich die Bahnstörungen aufheben.
Da die Bahngeschwindigkeit eines Satelliten nach den Keplerschen Gesetzen umgekehrt proportional seiner Entfernung zum Gravizentrum (in diesem Fall dem Erdmittelpunkt) ist, durchläuft dieser den erdnahen Teil seiner Bahn schnell und den entfernt liegenden langsam. Durch eine ostgerichtete Umlaufbahn liegt die Winkelgeschwindigkeit nahe an der Drehgeschwindigkeit der Erde und so verändert sich die scheinbare Position des Satelliten rund um den höchsten Punkt seiner Umlaufbahn, dem Apogäum, über einen längeren Zeitraum nur sehr wenig. Bedingt durch die Erdrotation liegt das Apogäum nicht immer über dem gleichen Punkt. Um nicht nutzbare Apogäen zu vermeiden, wird die Periode der Umlaufbahn so gewählt, dass sie einen ganzzahligen Teiler oder ein Vielfaches eines Tages beträgt und das Apogäum regelmäßig über demselben Gebiet auf der Erde zu liegen kommt. Ein typischer Molnija-Orbit hat eine Periode von ca. 12 Stunden, wodurch der Satellit bei jedem zweiten Umlauf, also einmal täglich, für ca. 8 Stunden über dem Nutzungsgebiet erscheint. So kann für ein bestimmtes Gebiet mit nur 3 Satelliten eine 24-stündige Abdeckung gewährleistet werden.

### Bahnelemente
Ein typischer Molnija-Orbit zeigt folgende charakteristischen Bahnelemente:
- Inklination: {\displaystyle i} = 63,4°
- Bahnhöhe im Perigäum: {\displaystyle \textstyle h_{\mathrm {P} }} = 600 km über der Erdoberfläche (diese Höhe wird häufig gewählt, da hier keine wesentlichen Einflüsse der Erdatmosphäre mehr zu erwarten sind)
- Bahnhöhe im Apogäum: {\displaystyle \textstyle h_{\mathrm {A} }} = 39.750 km über der Erdoberfläche
- Länge der großen Halbachse: {\displaystyle a} = 26.553 km
- Exzentrizität: {\displaystyle e} = 0,737
- Umlaufperiode: U = 717,74 min

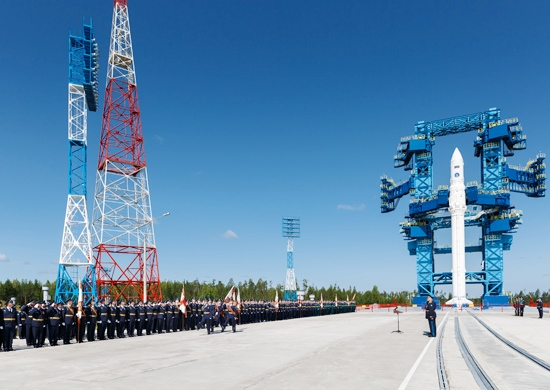
Das russische Kosmodrom Plessezk, 2015

Eine solche Umlaufbahn kann von einem hoch im Norden liegenden Weltraumbahnhof, wie etwa dem Kosmodrom Plessezk (62,8° nördliche Breite) mit relativ geringem Aufwand erreicht werden. Ein Start in östlicher Richtung führt bereits zu einem Parkorbit mit einer Inklination die der nördlichen Breite des Startbahnhofs entspricht. Um die gewünschte Inklination von {\displaystyle i} = 63,4° zu erreichen sind dementsprechend nur geringe Kurskorrekturen erforderlich. Die notwendige Exzentrizität der Umlaufbahn oder Länge der großen Halbachse kann durch einen einfachen Beschleunigungsschub im Perigäum erreicht werden.
Diesem Konzept ähnliche Umlaufbahnen mit einer Periode von 24 Stunden sind der Tundra-Orbit und der Supertundra-Orbit.

## Verwendung

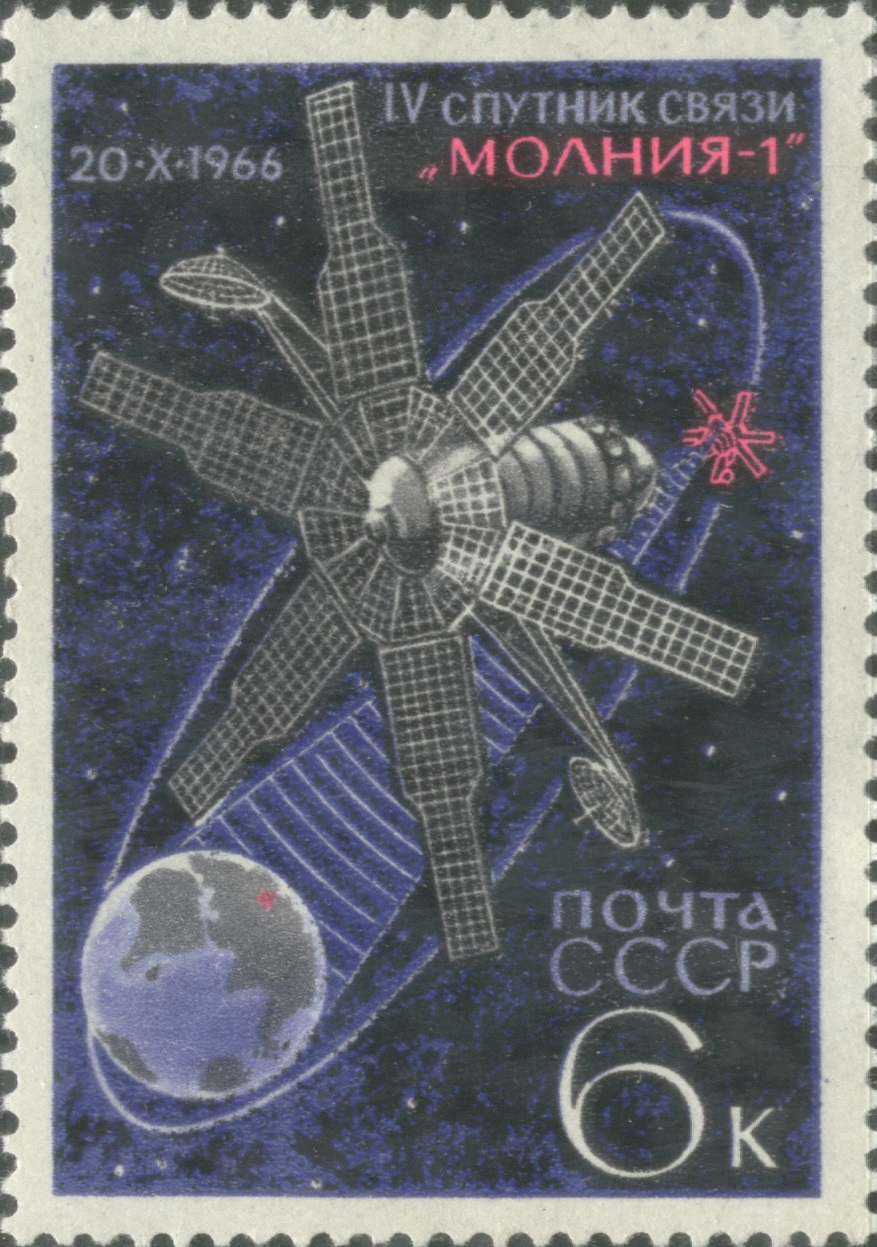
Eine sowjetische Briefmarke von 1966 zeigt einen Molnija-Satelliten und eine Schemaskizze des Orbits

Die hauptsächliche Anwendung des Molnija-Orbits lag bei der gleichnamigen Reihe sowjetischer Kommunikationssatelliten. Nachdem 1964 zwei Starts missglückt waren, wurde mit Molnija 1-01 am 23. April 1965 der erste Satellit in diese Umlaufbahn gebracht. Bereits am darauf folgenden Tag wurde erstmals eine satellitengestützte Kommunikationsverbindung zwischen Moskau und Wladiwostok aufgebaut. Die Molnija-1-Satelliten kamen sowohl für militärische als auch für zivile Langstreckenkommunikation zum Einsatz, unter anderem zum Aufbau des UdSSR-weiten Orbita-Fernsehübertragungssystems. Sie hatten jedoch nur eine kurze Lebensdauer und mussten laufend ersetzt werden. Ab Anfang der 1970er Jahre wurde das System durch Molnija-2 und bis 1977 durch Molnija-3 Satelliten ersetzt.
Mit leichten Anpassungen wurden dieselben Umlaufbahnen von sowjetischen Spionagesatelliten genutzt, deren Apogäum über den USA lag. Geostationäre Umlaufbahnen bieten sich zwar zur Beobachtung der USA an, jedoch waren, bedingt durch die eingesetzte Sensortechnik, kontraststarke Beobachtungswinkel notwendig, die nur von höheren Breiten aus erreicht werden konnten. Beispielhaft dafür ist der US-KS-Frühwarnsatellit zur Erkennung von US-Raketenstarts, wobei deren spätere Verbesserungen die Nutzung geostationärer Umlaufbahnen erlaubten.
Teilweise nutzten die USA Molnija-Orbits ihrerseits für Spionagesatelliten, wobei die lange Aufenthaltsdauer der Satelliten in den nördlichen Breiten, die für die sowjetische Kommunikation so vorteilhaft ist, genutzt wurde, um ebendiese abzuhören. Die elektronischen Aufklärungssatelliten Jumpseat und deren Nachfolger Trumpet nutzten ebenfalls Molnija-Orbits. Eine weitere Anwendung ist das Satellite-Data-System, SDS, zur Weiterreichung der Daten von über Russland operierenden Spionagesatelliten an US-Bodenstationen. Das SDS ermöglichte die Echtzeit-Datenübertragung von den tief fliegenden KH-11-Aufklärungssatelliten während deren Vorbeifluges auf ihren polnahen Bahnen unterhalb der SDS-Satelliten.
Für die bemannte Raumfahrt sind Molnija-Orbits ungeeignet, da diese wiederholt den hochenergetischen Van-Allen-Gürtel kreuzen. Die Strahlenbelastung im Van-Allen-Gürtel stellt zudem ein Problem für die Bordelektronik dar und ist einer der Hauptgründe für die relativ kurze Lebensdauer von Satelliten in einem Molnija-Orbit.